# Museu Kröller-Müller
El Museu Kröller-Müller és un museu d'art que es troba al Parc nacional Hoge Veluwe, prop d'Otterlo, als Països Baixos. Està situat als terrenys d'un parc natural de 54,5 km². El museu té una col·lecció d'obres d'artistes del segle xx, com Vincent van Gogh, Pablo Picasso i Piet Mondrian, a més d'un jardí d'escultures on es poden contemplar a l'aire lliure obres monumentals d'Auguste Rodin, Henry Moore i d'altres escultors contemporanis.

## Història

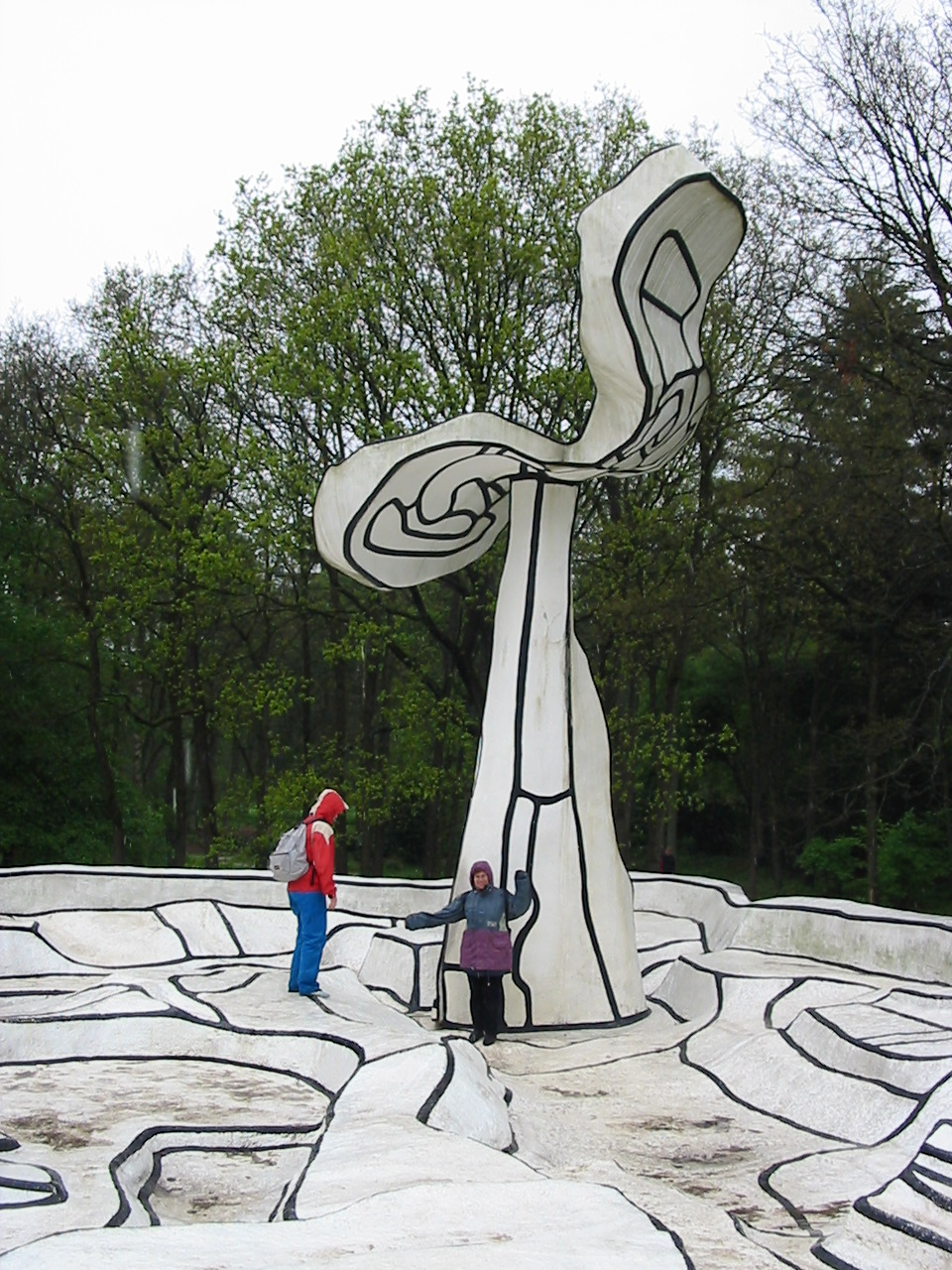
Jardin d'émail, de Jean Dubuffet, al jardí d'escultures.

En 1909 el matrimoni format per Anton Kröller i Helene Müller (de casada Kröller-Müller) van adquirir uns terrenys a la comarca del Veluwe, a la província de Güeldres. El senyor Kröller, un ric home de negocis, volia crear una reserva de caça, mentre que la senyora Kröller-Müller pretenia dotar-se d'un espai per albergar la seva col·lecció d'art modern, una de les majors del món a nivell privat, que incloïa 267 obres de Vincent van Gogh, a més de moltes altres de Picasso, Renoir, Monet, Mondrian, Modigliani, etc.
Per a les edificacions es va recórrer als millors arquitectes de l'època: Hendrik Petrus Berlage es va encarregar del pavelló de caça, conegut com a Pavelló Sant Huberto. El museu va ser encarregat a Henry van de Velde, encara que el seu projecte va ser interromput per la Primera Guerra Mundial i la següent crisi econòmica; finalment, el matrimoni va arribar a un acord amb l'estat holandès per continuar el projecte, a canvi de cedir la propietat i la col·lecció d'art a l'estat. Així, es van afegir diversos edificis i pavellons, com el d'Aldo van Eyck o el de Gerrit Rietveld, realitzat per a la Tercera Exposició Internacional, organitzada al Parc Sonsbeek d'Arnhem, i que ara es troba davant l'edifici de Van de Velde. El museu va obrir les portes al públic el 1938.

## Descripció
El museu rep el seu nom de Helene Kröller- Müller, una col·leccionista d'art que va ser una de les primeres a reconèixer el geni de Van Gogh, de qui compta amb una col·lecció considerable de pintures, com Menjant patates, Terrassa de cafè a la nit i Al llindar de l'eternitat, per la qual cosa és la segona col·lecció més gran de Van Gogh al món, després del Museu Van Gogh d'Amsterdam A més de Van Gogh, altres artistes destacats són: Piet Mondrian, Georges Seurat, Odilon Redon, Georges Braque, Paul Gauguin, Lucas Cranach el Vell, James Ensor, Juan Gris, Pablo Picasso, etc.
El jardí d'escultures es va afegir el 1961, i l'ala de nova exposició, dissenyada per Wim Quist, el 1977. Amb més de 75 acres (300 000 m²), és un dels més grans d'Europa, amb una gran col·lecció d'escultura moderna, que reflecteix la concepció de Helene Kröller-Müller d'una simbiosi entre l'art, l'arquitectura i la naturalesa. La col·lecció inclou obres d'Auguste Rodin, Aristides Maillol, Constant Permeke, Jean Arp, Henry Moore, Jean Dubuffet, Lucio Fontana, Claes Oldenburg, Mario Merz, Richard Serra, Sol LeWitt, Jacob Epstein, Carl Andre, etc.

## Galeria d'imatges

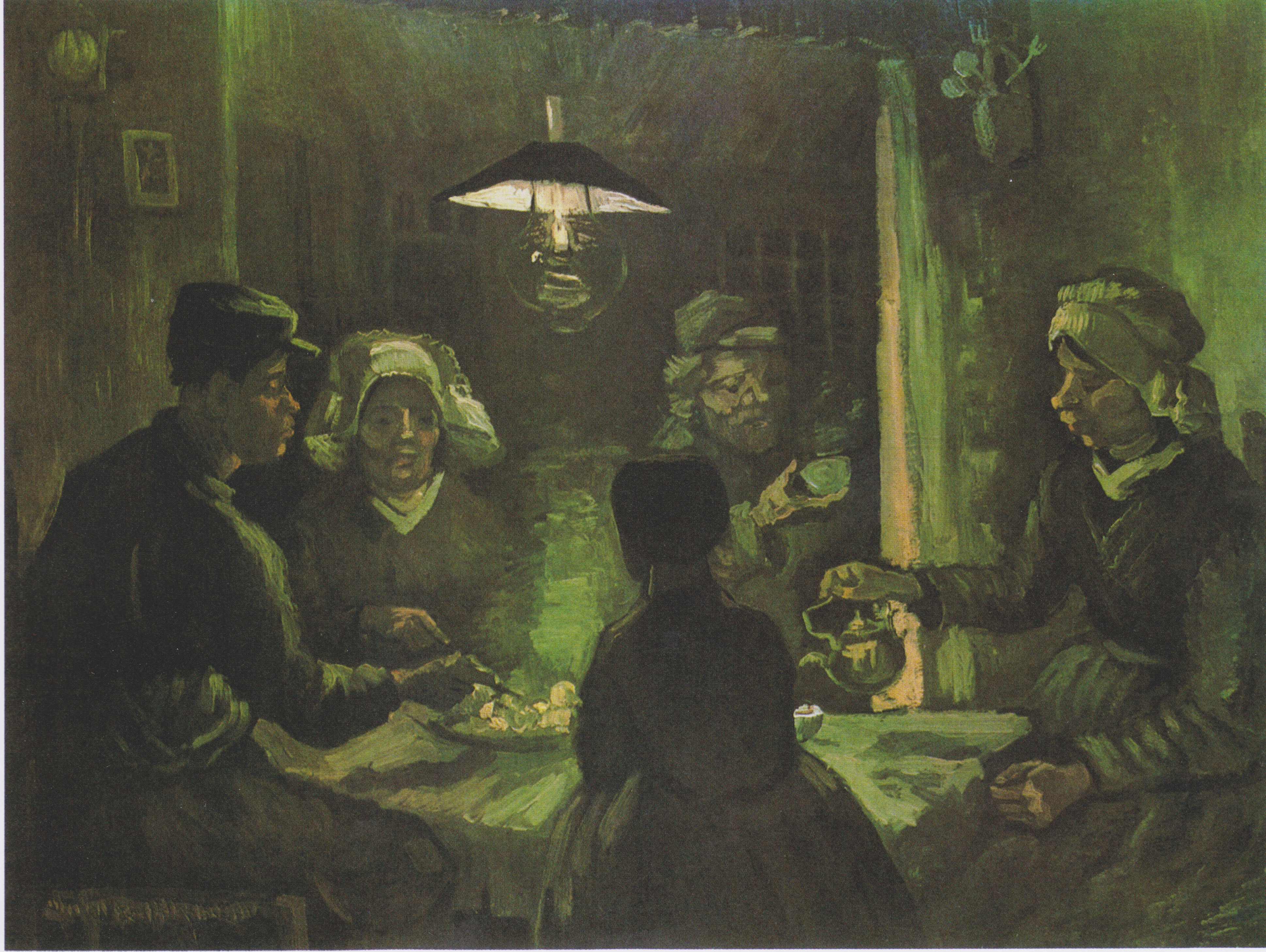
Vincent Van Gogh, Els menjadors de patates (1885).
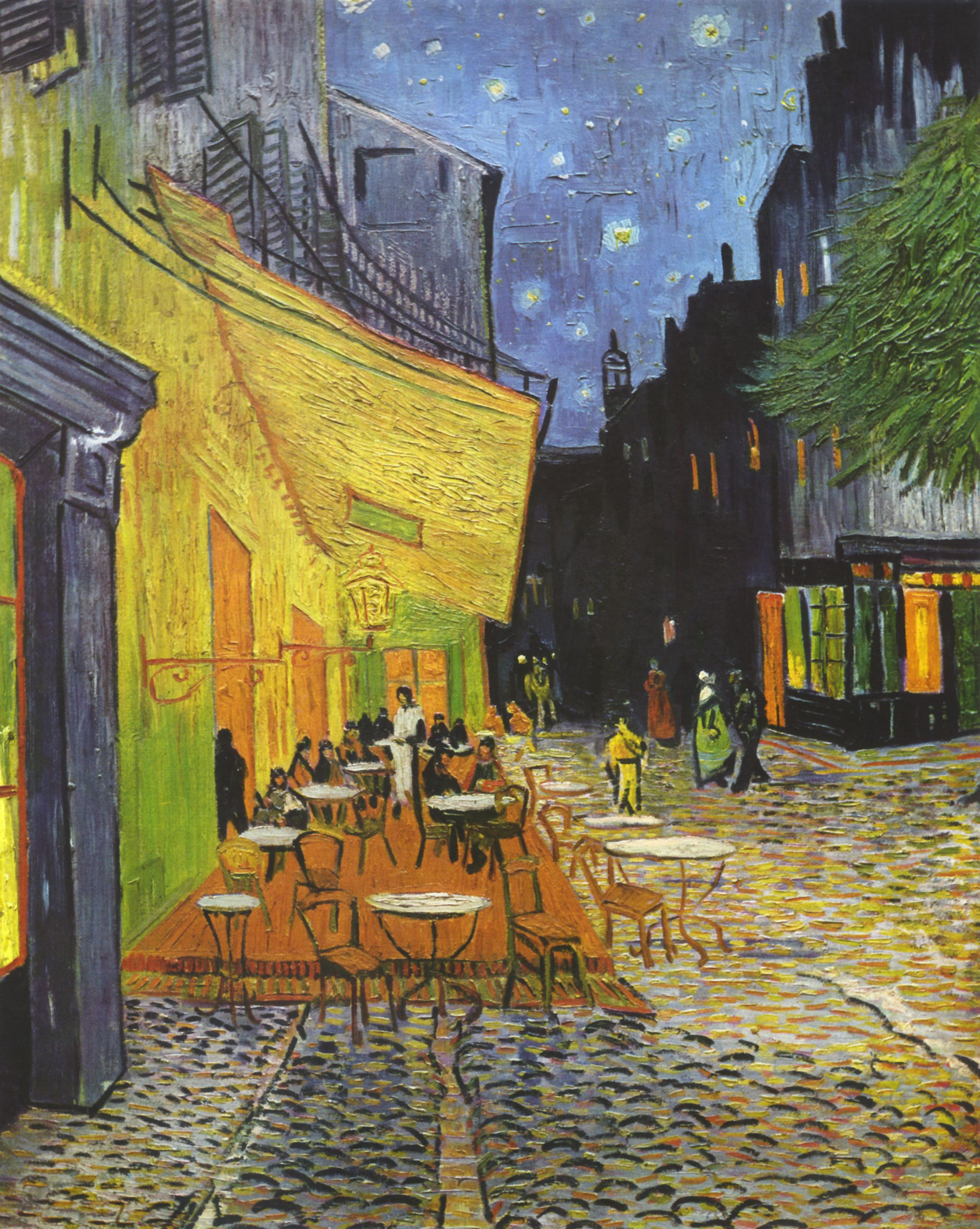
Vincent Van Gogh, Terrassa de cafè a la nit (1888).
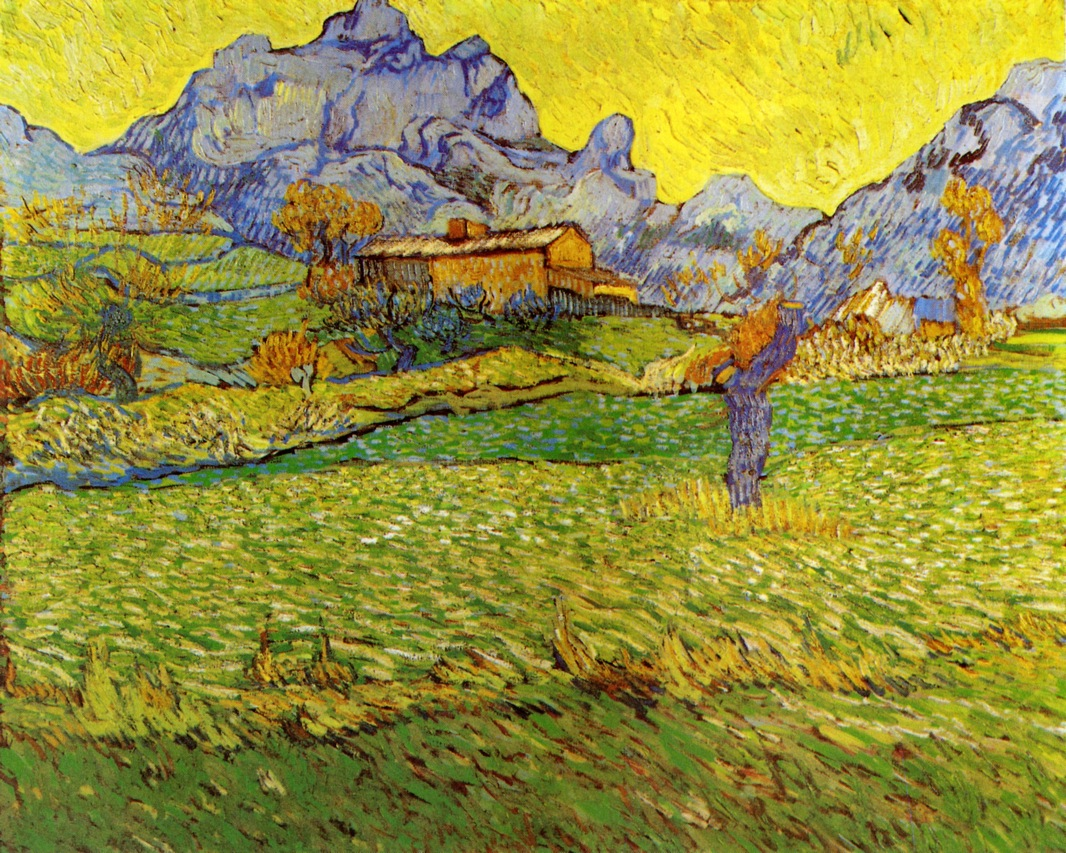
Vincent van Gogh, Un prat a les muntanyes. El mas de Saint Paul (1889).
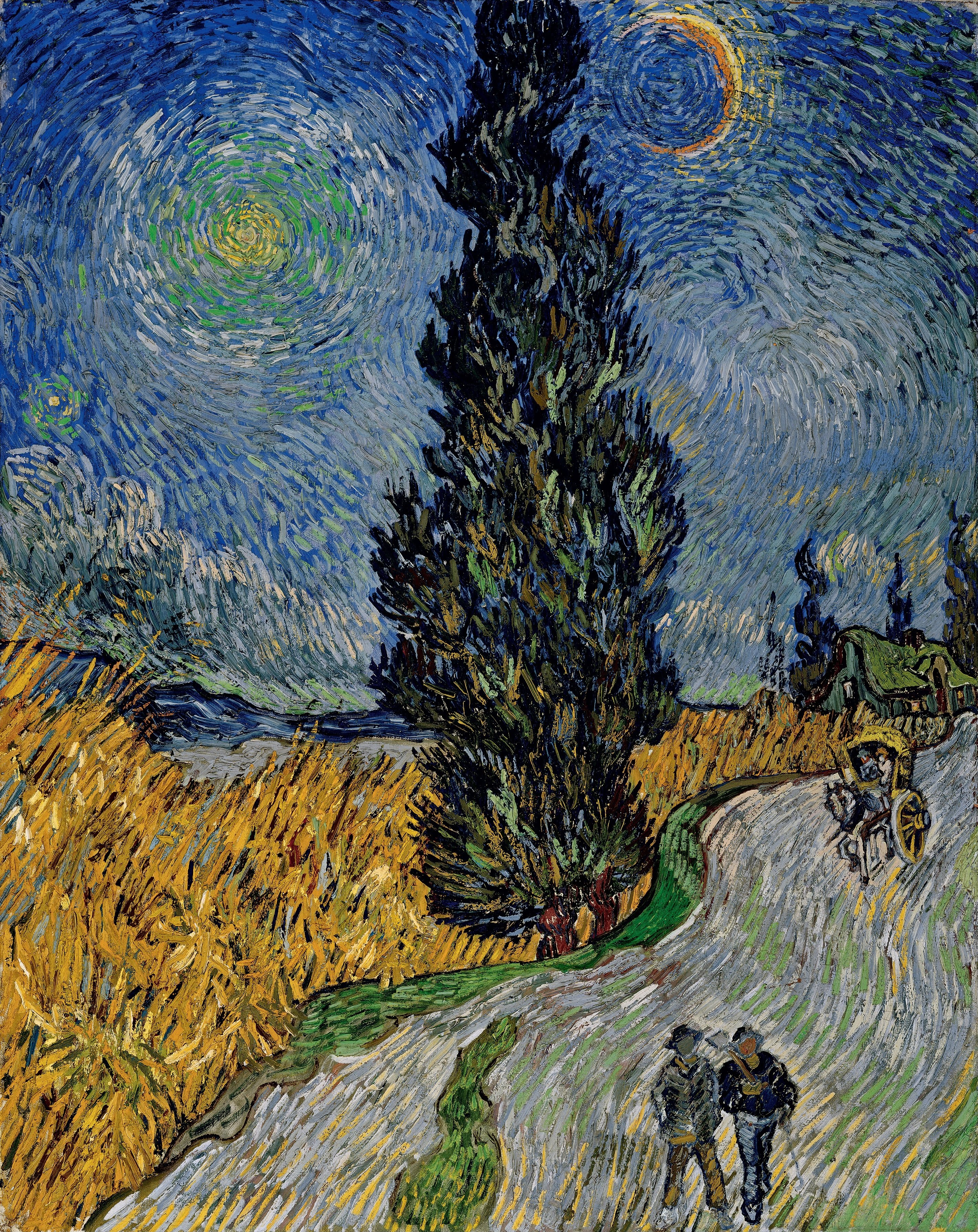
Vincent van Gogh, Xiprer amb nit estelada, o Carretera rural a la Provença de nit (1889-1890).
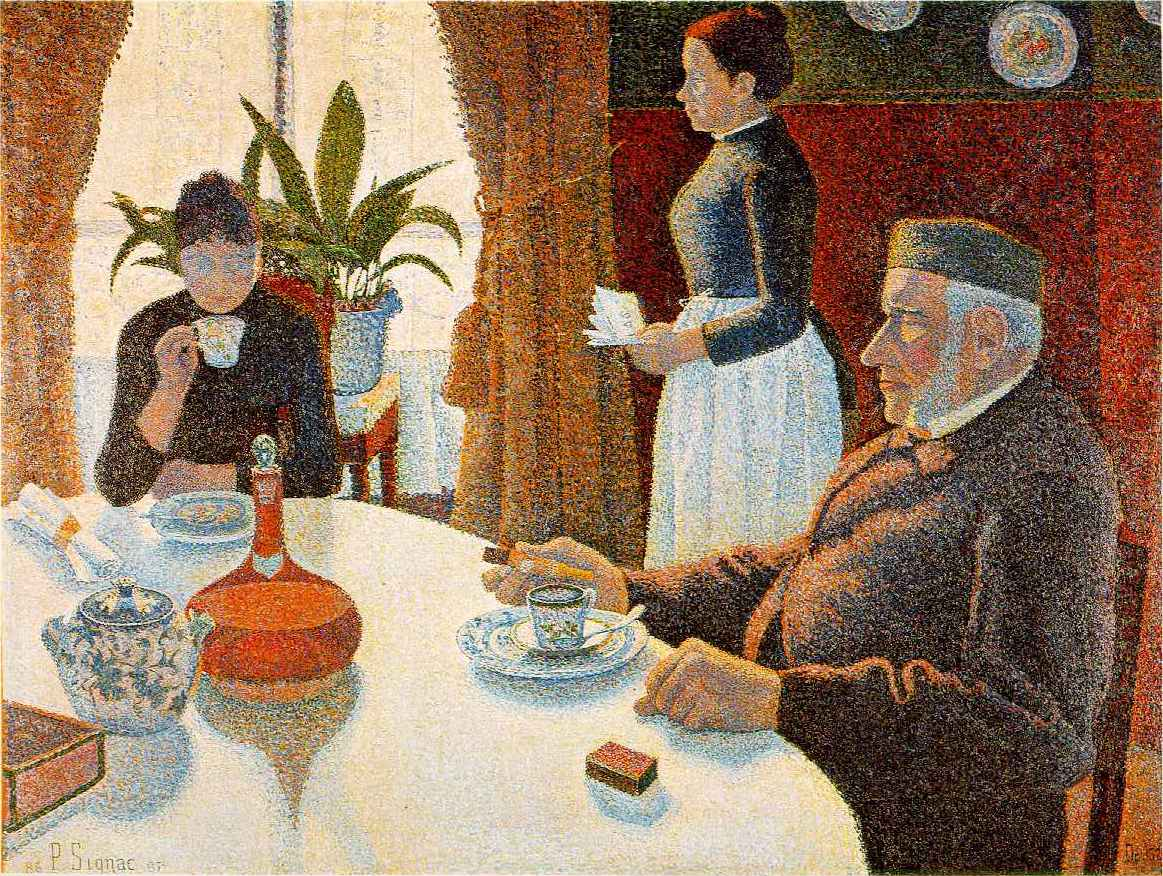
Paul Signac, Desdejuni (1886-1887).
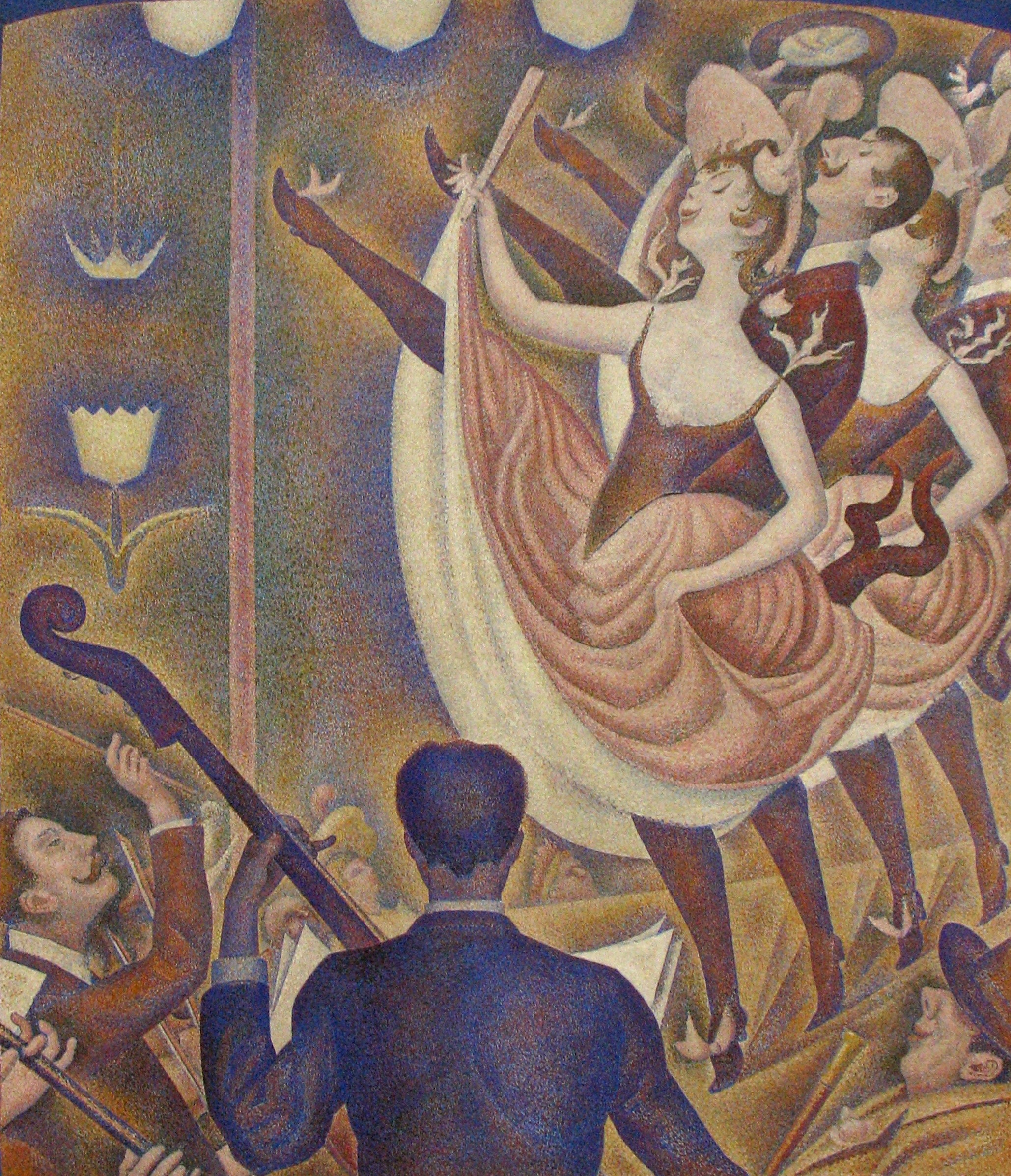
Georges Seurat, Le chahut o El cancan (1889-1890).
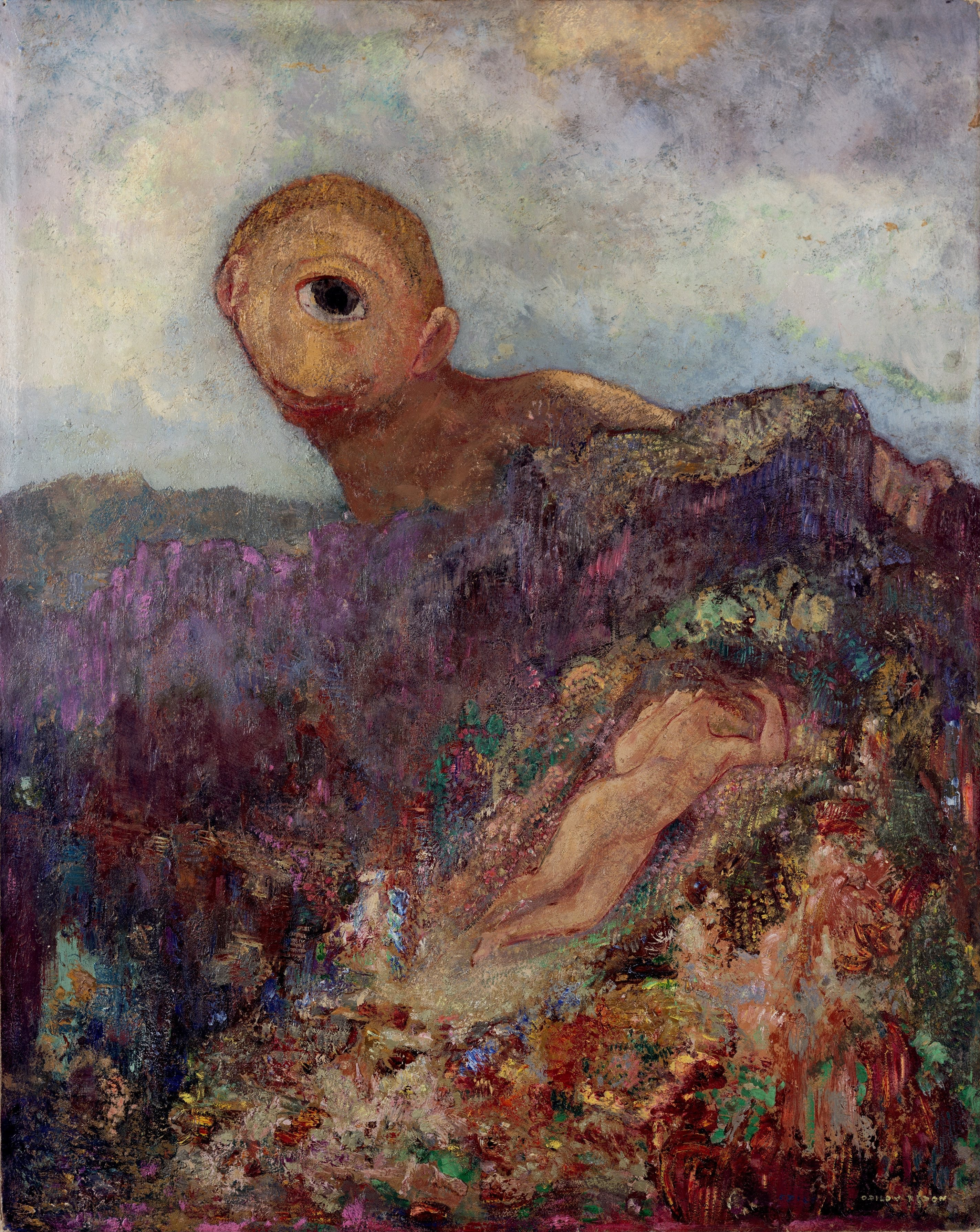
Odilon Redon, Ciclop (1914).
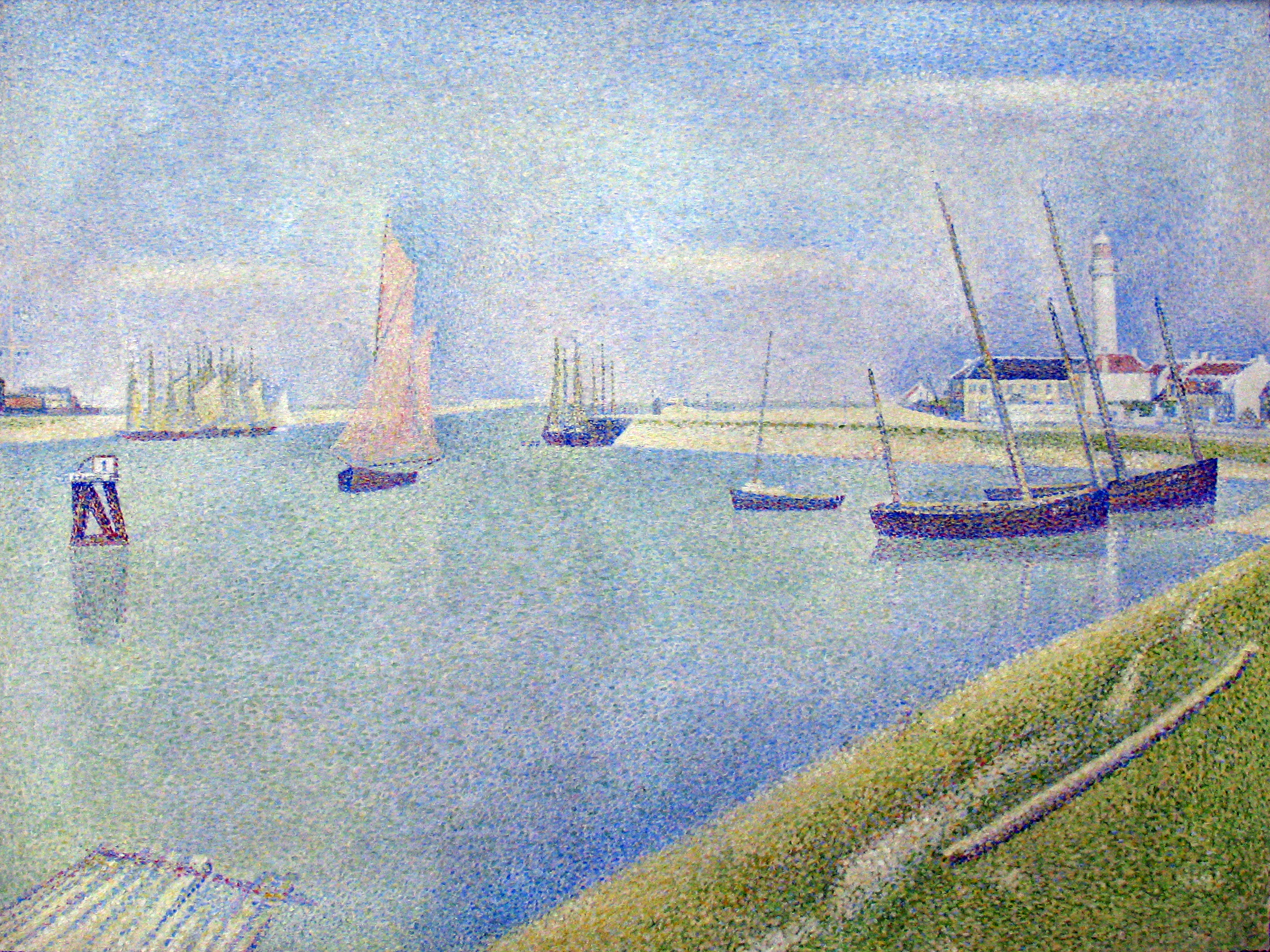
Georges Seurat, El canal de Gravelines, mirant cap al mar (1890).
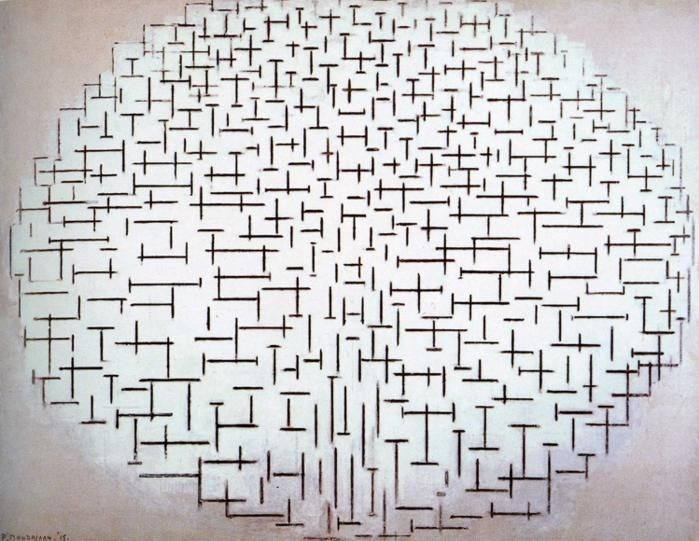
Piet Mondrian, Composició X (1915)